# Maurice Baril

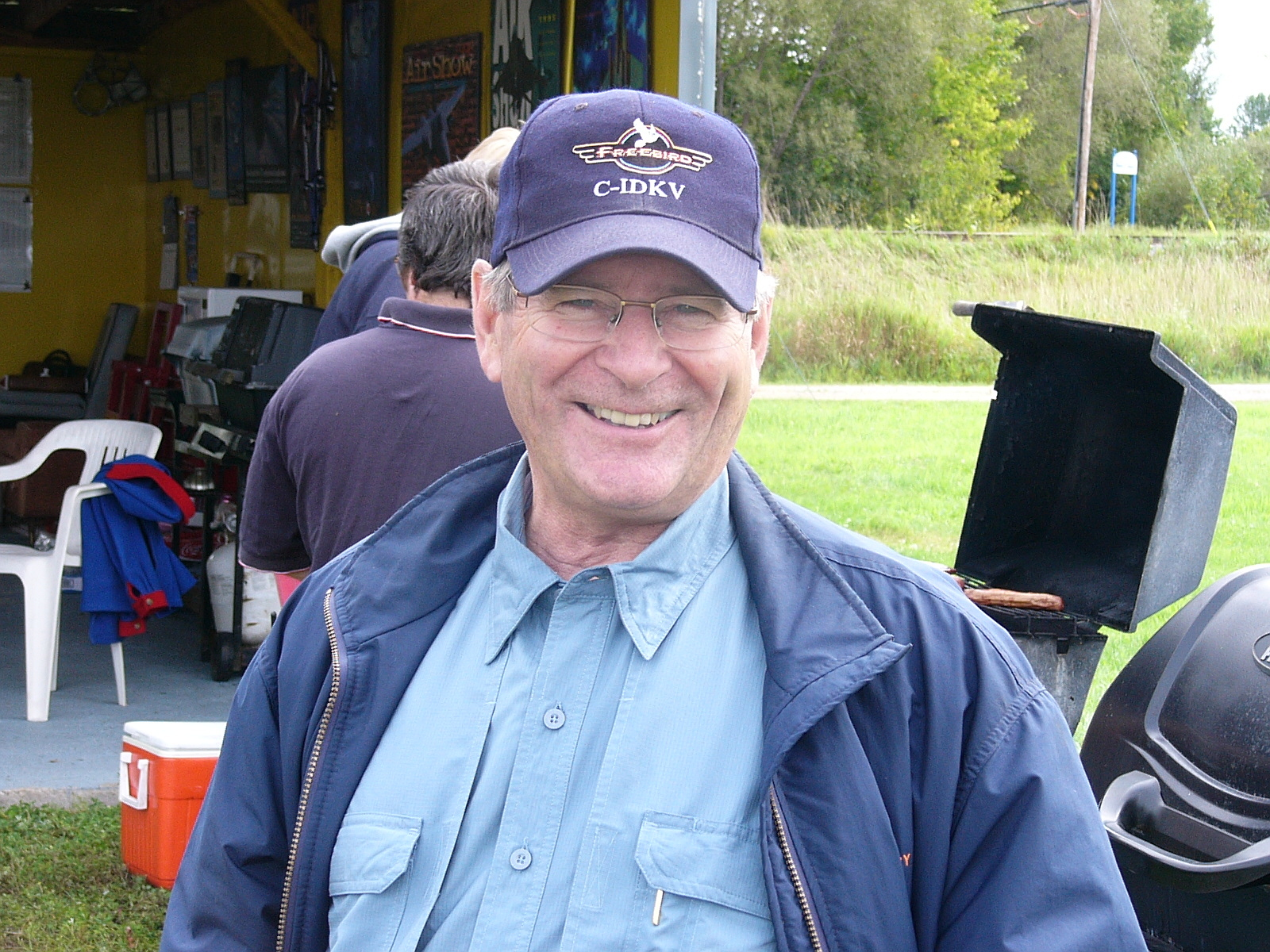
Maurice Baril, 2008

Joseph Gérard Maurice Baril (ur. 22 września 1943 w Saint-Albert-de-Warwick, w Quebecu) – kanadyjski generał.
W 1961 roku rozpoczął studia na uniwersytecie w Ottawie. W czasie studiów wstąpił do Canadian Officer Training Corps (en. Korpus Szkolenia Oficerów Kanadyjskich). W 1963 został promowany na pierwszy stopień oficerski.
W maju 1964 roku jako podporucznik wstąpił do 22 Regimencie armii kanadyjskiej. W następnych latach służył w garnizonie w Valcartier, a także Szkole Desantowej w Rives. Po utworzeniu kanadyjskich jednostek powietrznodesantowych w 1968 roku Maurice Baril służył w 1st Airborne Commando w Vacartier i Edmonton.
W 1971 roku został odkomenderowany do Szkoły Rekrutów gdzie dowodził kompanią szkolną. W następnych latach służył w 22 Regimencie początkowo jako oficer operacyjny, później jako adiutant dowódcy 3 Batalionu tego regimentu. W 1975 roku ukończył Akademię Dowódczo-Sztabową Kanadyjskich Wojsk Lądowych w Kingston, a w 1977 roku studiował w École Supérieure de Guerre w Paryżu. Po powrocie z Paryża służył w Lahr/Schwarzwald w Niemczech.
W 1980 roku został awansowany do stopnia podpułkownika i został dowódcą 2 Batalionu 22 Regimentu stacjonującego w Québecu. W czerwcu 1982 roku zostaje mianowany komendantem Szkoły Piechoty w Gagetown (Nowy Brunszwik). W lipcu 1984 roku został promowany do stopnia pułkownika i został wykładowcą Akademii Dowódczo-Sztabowej Kanadyjskich Wojsk Lądowych. Z czasem został dyrektorem studiów lądowych, a później zastępcą komendanta akademii. W 1986 roku został przeniesiony do Kwatery Głównej Kanadyjskiej Armii (National Defence Headquarters) w Ottawie. W 1989 roku został awansowany do stopnia generała brygady. W 1990 roku został dowódcą Ośrodka Szkolenia Bojowego w Gagetown.
W czerwcu 1992 roku został mianowany przez sekretarza generalnego ONZ na stanowisko doradcy wojskowego w Departamencie Operacji Pokojowych ONZ. W 1993 otrzymał awans do stopnia generała dywizji. 17 września 1997 roku został Szefem Sztabu Armii Kanadyjskiej i otrzymał awans do stopnia generała broni. W ten sposób osiągnął najwyższy stopień oficerski i najwyższe stanowisko w Armii Kanadyjskiej.
17 kwietnia 2002 roku został ranny w czasie wizytacji oddziałów kanadyjskich stacjonujących w Afganistanie. Wizytowany oddział został ostrzelany omyłkowo przez inną jednostkę koalicji. Po opuszczeniu szpitala został przeniesiony w stan spoczynku.
W 2005 roku został członkiem rady dyrektorów Canadian Air Transport Security Authority, rządowej agencji zajmującej się bezpieczeństwem transportu lotniczego.